# ホレーショ・ネルソン (初代ネルソン子爵)
初代ネルソン子爵ホレイショウ・ネルソン（英: Horatio Nelson, 1st Viscount Nelson KB, 1758年9月29日 - 1805年10月21日）は、アメリカ独立戦争・ナポレオン戦争などで活躍したイギリス海軍の提督。ナイルの海戦でフランス艦隊を壊滅させる武功を挙げた。さらにトラファルガー海戦でフランス・スペイン連合艦隊に対して戦史上稀に見る大勝利を収めてナポレオンによる制海権獲得・イギリス本土侵攻を阻止したが、自身は同海戦で戦死した。イギリス史上最大の英雄とされる。
世界三大提督の筆頭に挙げられることが多い。山梨勝之進は「世界史的な観点から海軍の名将を列挙するならば」として8名の提督を挙げた上で、デヴィッド・ファラガット、東郷平八郎、そしてネルソンの3名について特記している。

## 生涯

### 生い立ち
ノーフォーク、バーナム・ソープ村の教区牧師の第六子として生まれた。母方の叔父のモリス・サクリングが海軍の軍人であった。ウォルポールとも遠縁にあたる。12歳の時（1770年）、父が病床にあり家計が逼迫していたこともあって、戦列艦の艦長だった叔父を頼って海軍に入り、北洋探検航海などに参加した。1774年から東インド方面に勤務するが、マラリアにかかって帰国する。

### 海軍へ

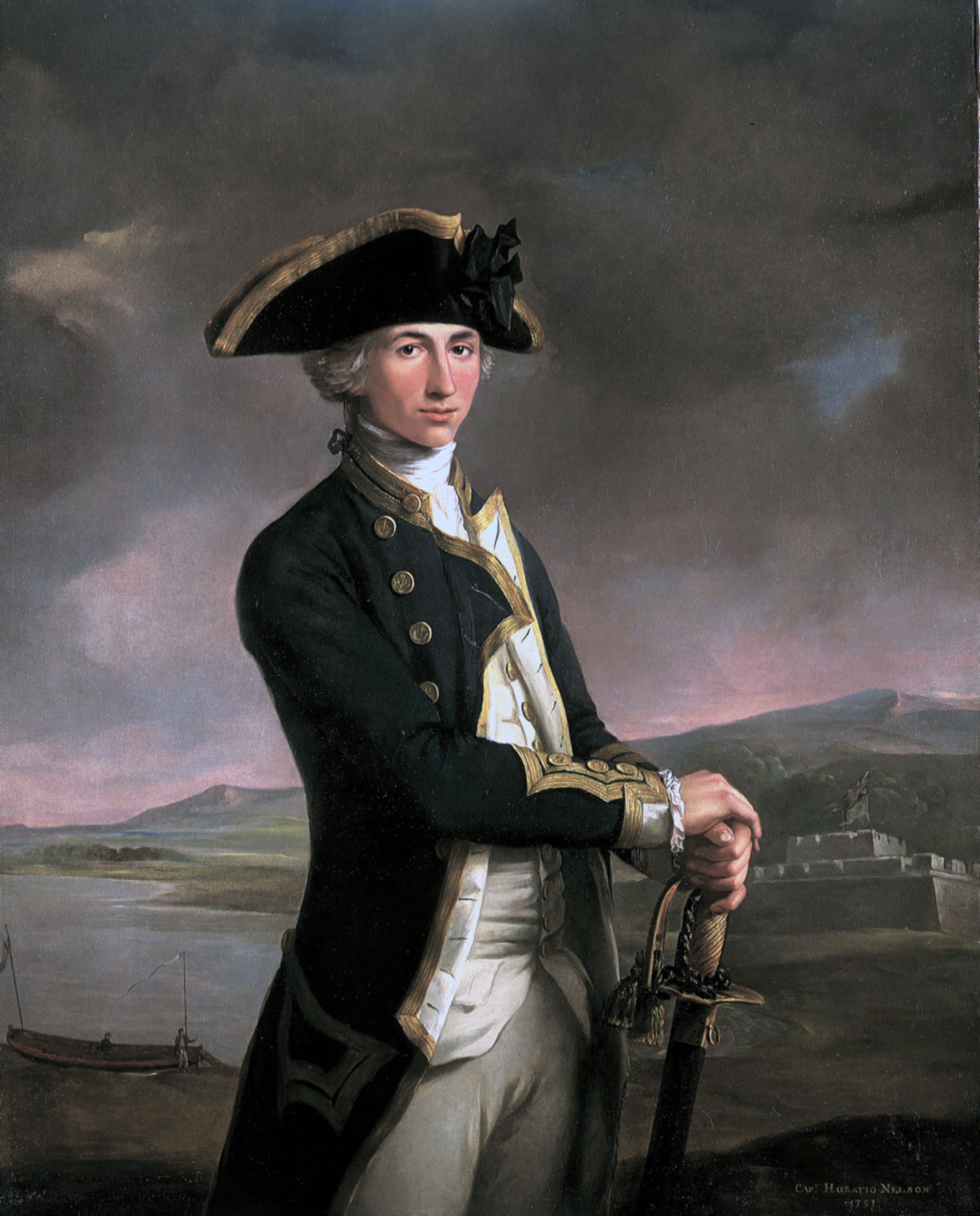
1781年、23歳のネルソン（ジョン・フランシス・リゴー画）

1777年、海尉昇進試験に合格。翌1778年には海尉艦長として初めての指揮艦を得る。1779年に21歳で勅任艦長となる。1784年、最先任艦長（副司令官格）として小アンティル諸島の鎮守府に赴任。独立後間もなかったアメリカ商船の取り扱いなどをめぐって、現地の上官や農場主たちとの間で摩擦を起こす。1787年、西インド諸島のネヴィス島で知り合った、未亡人フランシス・ニズベットと結婚。
1793年、フランス革命戦争の勃発により、戦列艦アガメムノンの艦長に任ぜられ、地中海方面に展開。10月にフランス艦との戦闘を初めて経験する。1794年、コルシカ島で陸上戦闘を指揮し、カルヴィ攻略戦で右目の視力を失った。
1796年、新任の地中海艦隊司令官ジョン・ジャーヴィスのもとで戦隊司令官に任ぜられる。1797年、サン・ビセンテ岬の海戦に参加。後方の戦列を担っていたが、艦隊司令官の命令を無視して逃走するスペイン艦隊へ突入、激しい砲火を交え、結果として2隻の敵艦を拿捕した。この功績でバス勲爵士に叙せられ、青色艦隊少将へ昇進する。
同年、カナリア諸島のテネリフェ島の攻略に失敗する。戦闘で右腕を負傷し切断。こうして隻眼・隻腕の提督となった。
1798年、地中海分遣艦隊を率いてトゥーロンで、エジプト遠征を企てるナポレオンのフランス艦隊の封鎖任務にあたるが、嵐をさけて寄港していた隙に仏艦隊の出港を許してしまう。その後も追跡を続けたが、フリゲートの不足などの悪条件もあって、結果的にナポレオンのエジプト上陸、アレクサンドリア入城を許すことになった。
しかし、アブキール湾停留中だったフランス艦隊を発見すると、浅瀬を背にして縦陣をしく当時としては万全とされていた防御姿勢をとる同艦隊に対して、自分の艦隊を艦と艦の間をすりぬけさせ、狭撃するという戦術でこれを撃滅してのけた（ナイルの海戦）。この海戦の敗退によって、フランス海軍には、ネルソン恐怖症が広がり、後にトラファルガーにまで引きずることになる。
これにより、ナポレオンはヨーロッパへの帰路を絶たれエジプトに孤立し、やがてその東方進出の野心は潰えることになる。ネルソンはこの戦功によって「ナイル及びパーナム・ソープのネルソン男爵」に叙せられる。
1801年、青色艦隊中将に昇進。副司令官としてコペンハーゲンの海戦を指揮。あまりの激戦に司令官であるハイド・パーカーが「戦闘中止」を命じた信号旗を、見えない右目に望遠鏡を当てて黙殺した逸話が有名である。これは「必要なら戦闘中止せよ」の信号を、副司令官のネルソンがその必要なしと判断し各艦に転送しなかったということである（黙殺したネルソンをパーカーが庇った、という説もある）。ともあれ、それほどの激闘を辛くも制し、ネルソンは戦功によってネルソン子爵に叙せられる。
1803年、地中海艦隊司令長官（Commander-in-Chief of the Mediterranean Fleet）。
1804年、白色艦隊中将。

### トラファルガー海戦

トラファルガーの海戦におけるネルソン・タッチの図。イギリス艦隊は赤。

1805年、フランス・スペイン連合艦隊をトラファルガー岬沖に捕捉、二列の縦陣で敵艦隊に接近戦を挑む、いわゆる「ネルソン・タッチ」で勝利をおさめる。この戦いでフランス艦隊27隻を撃滅させた。イギリス艦隊主力の戦列艦は27に対してフランス・スペイン連合艦隊は33であり、敵側はおよそ2割程度大きい軍船であった。その他フリゲートなども含めると英国33対仏西連合は41であり、兵力二乗の法則（集中させた兵力は、掛け算的に戦力を増す）との経験則から、実質的におよそ2倍以上の敵と戦う情勢であった。

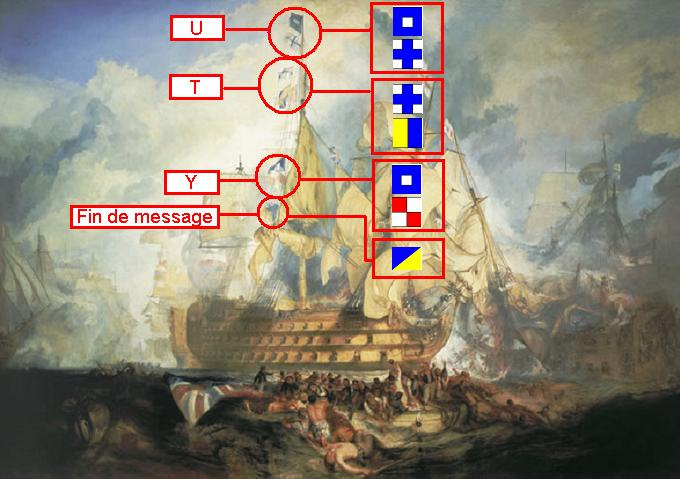
信号旗『英国は各員がその義務を尽くすことを期待する』。当該絵画では「義務（DUTY）」単語の最後の3文字の[U][T][Y]と「以上文章終わり」を意味する旗の掲揚が描かれている。ジョゼフ・マロード・ウィリアム・ターナー画『トラファルガーの戦い』。

戦闘に先立ち、兵士たちを鼓舞した信号旗の掲揚“England expects that every man will do his duty”（英国は各員がその義務を尽くすことを期待する）は、現在も名文句として残る。ネルソン自身は“Nelson convinced that every man will do his duty”（ネルソンは各員がその義務を全うすることを確信する）としたかったのだが、続けて「接近戦を行え」の指示を送らなくてはならなかったので、信号士官の進言を受け、より少ない旗ですばやく信号をおくれる「英国は〜期待する」の方を採用したものだった。英語のDutyには、義務とあるが、これは、日本語の義務翻訳としては、二種類あり、「自主的に行う、進んで行動する義務」と「命令あるいは強制的に行われる義務」の二種類の内、自主的に行う“義務”を指すために適切な訳語がなく「責務」と翻訳される事もある。
後世にまで伝わる名文句となった（信号文を確認した各艦では、歓声が上がったという）が、実際のところは、命令的で尊大な文章であるため、この時は強制徴募されて苦労する水兵からは「いまさら言われなくても義務は果たしている」と不満の声があがった。また、戦闘指揮に関係のない信号と無視されたり、水兵の士気に悪影響を与えると思われたりして、艦内に内容を伝達しなかった艦長もいた（ネルソンの死後、伝達しなかった事を悔やむ記録が残されている）。次席指揮官のカスバート・コリングウッドですら、戦闘開始寸前に、戦闘指揮とは関係無い信号の伝達に不満を感じたと書き残している。しかし、ネルソンの死によって伝説となったため、近年の帆船時代を扱ったフィクションおよび実例での戦闘（日本では皇國ノ興廢此ノ一戰ニ在リ、各員一層奮勵努力セヨを掲げたZ旗など）では、戦闘になる前に指揮官が水兵を鼓舞する信号を掲げることは定番となっている。

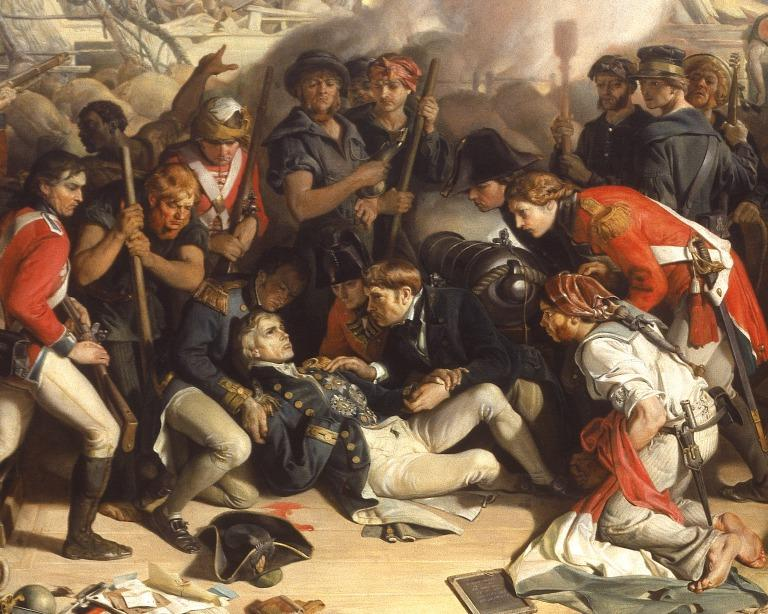
ダニエル・マクリース画『ネルソンの死』1860年代。

後にネルソンタッチと呼ばれる事になる、彼の新戦術は、敵味方の艦隊同士が、戦列（Line）を形成して平行に並んで撃ち合うという、当時の海戦の常識を破り、艦隊が一直線に敵中腹に飛び込み、敵艦隊を分断した後に分断した艦隊に集中砲火を浴びせ、分断した敵の1/2を殲滅するものであった。この作戦の難点は分断する為に先頭に立つ艦が集中砲火を浴び危険である事で、ネルソン自身、その役を自ら買って出る。
分断時は、旗艦ヴィクトリー号はその先頭に立って突撃をし、ネルソン自身、何度も部下から身を隠す進言を受けながら、後甲板上の全兵から見える位置（砲撃・射撃されやすい位置）に立ち続け、決して部下を盾にして身の安全を図るような事は無く、指揮官自らが率先してリスクを負う姿を示し続けた。海戦参加者の証言によると、ヴィクトリー号の甲板上が砲撃や銃撃によって阿鼻叫喚の場と化している中で、ネルソンは敵弾が近くを掠めても気にする素振りを見せず、優雅にたたずみ、あるいは優美に歩き回っていたとされる。
一方でその様子を見た連合艦隊のヴィルヌーヴ提督もネルソンの意図は察しており、接近戦に備えて各艦に狙撃手を配置していた。特にルドゥタブルのリュカ艦長など、一部の艦長は砲撃よりも小銃射撃・切込みによる乗組員の殺傷を主眼としており、ネルソン自身はその戦勝と引き換えに、戦闘中接舷したルドゥタブルからの銃弾を受け、戦死する。
なお、当時の海戦において、砲撃で敵艦を沈めるのは困難であり、最終的に接近戦・移乗攻撃で決着をつけるのは定石である。ただし、まず砲撃戦で敵艦の戦闘能力を削いだ上で、接舷するのが普通であった。接舷された側も反撃手段が残っていないため、白兵戦に移行する前に降伏するケースが多かった。ネルソンの戦法の特徴は、接近戦を早々に行った事（ゆえにフランス軍もそれに備えた準備を行っていた）である。
旗艦ヴィクトリー上で指揮を執るネルソンは4つの勲章（正確にはそれを模した布製のレプリカ）を胸にしており、狙撃を恐れた副官らからコートを羽織るように進言されても、「立派な行いでこれをもらったのだ、死ぬ時もこれをつけていたい」と退けた。ただし、当時のマスケット銃の命中精度では、ネルソン個人（或いは高級将校個人）を狙い撃ちするのは困難であった。ネルソン以外の高級将校も目立つ格好をしていたが、銃弾を受けてはいない。
ヴィクトリーからの斬り込み突撃に備え、ヴィクトリーの艦上を射撃していたルドゥタブル海兵隊の射線にネルソンが偶然に入ってしまったものと考えられている。
射撃を受けて、勝利の報告を受けながら死に行くネルソンは、ハーディ艦長に“私を祝福してほしい（私のほほにキスしてほしい）、私は義務を果たした”と喜び、神への感謝、あるいは感謝(恐らくは、全将兵)への言葉を述べながら死んでいった事が報告されている。
イギリス側死者449人に対して、フランス・スペイン連合艦隊は死者 4,480人とおよそ10倍。イギリス艦隊が失った艦はゼロであったのに対してフランス・スペイン連合艦隊は大破・拿捕22隻を数え、海軍史上まれにみる大勝利であった。この戦果により、ブーローニュの港に集結していたフランス軍イギリス上陸部隊（精鋭15万・全将兵35万）は身動きを封じられ、フランスによる英国本土占領作戦は実行不可能となった。なお当時、陸上戦闘に関してはネルソンの政策提言を無視して軍縮を行った(但し、皮肉にも海軍への信頼が背景にあった)後でもあり、フランス側が圧倒的に優れていたため、イギリス側としては引き分けや普通の勝利も許されずに、海戦に圧勝して制海権を握り、フランス軍の上陸を阻止する必要があった。この事からイギリス亡国の危機をネルソンは救ったと見なされる。

### 死後

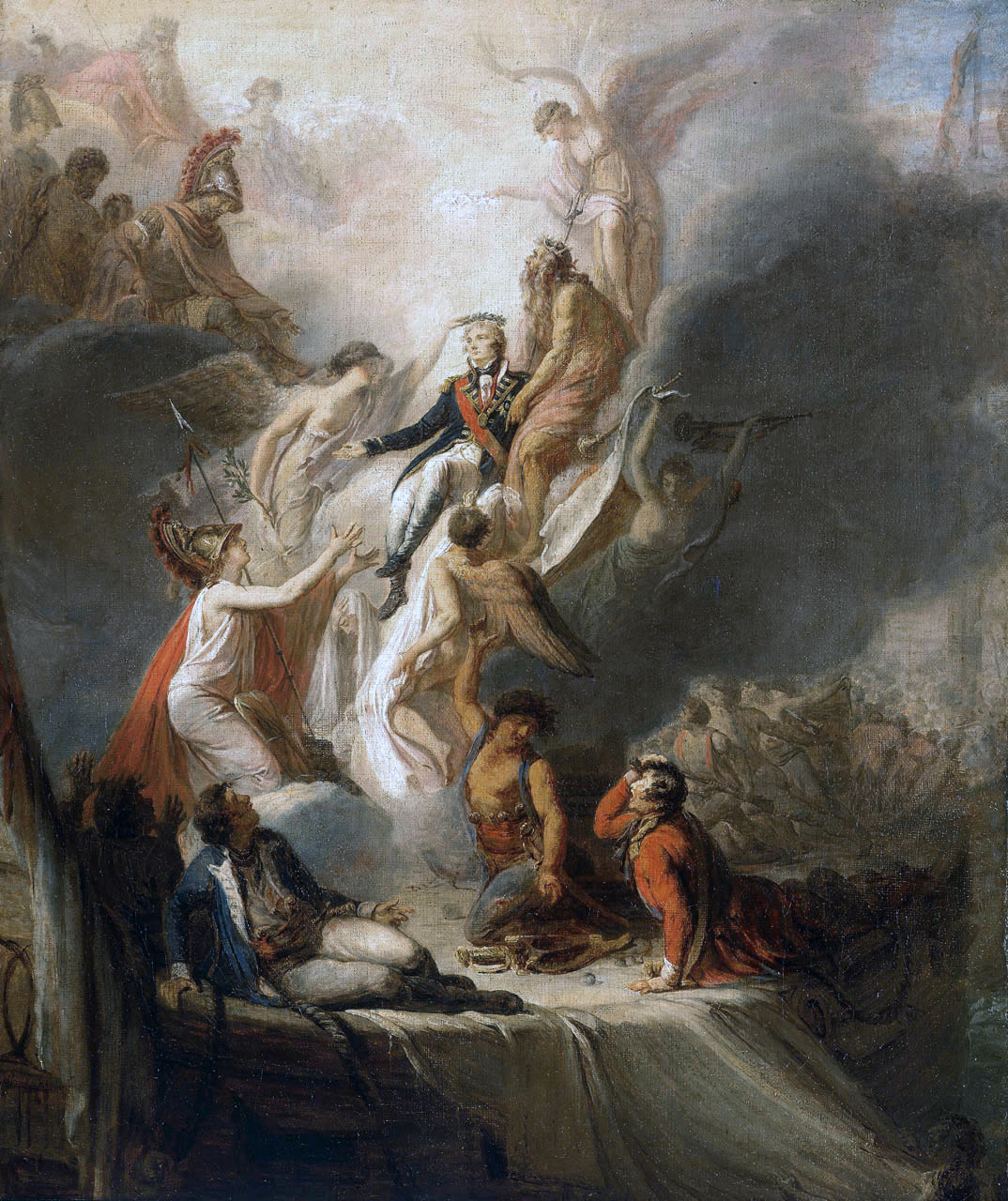

宮中で報告を心待ちにしていた国王および貴族は、空前の大勝利とネルソンの死を聞きつけ、また、その死にざまに衝撃を受けた。翌年、君主以外では初となる国葬としてセント・ポール大聖堂に葬られた。中将からの昇進は行われずに、王として葬られた。後に、貴族あるいは人の上に立つ者の心得として「duty」はイギリス高位者の国是として使われ、第二次世界大戦時の国王ジョージ6世、地雷撤去運動などで知られるダイアナ妃などの演説で盛んに使われる事となる。後に、英国王子が軍務に従う事が慣例化していき、これら高位者が進んでリスクを負う風習がイギリス国力を大いに躍動させた（ノブレス・オブリージュ）。
死後作られたネルソン提督の昇天図。王冠(月桂冠)らしきものを天使によって被せられている。
ネルソンの遺骸は腐敗を防ぐために、乳香と樟脳を入れた当時最高級のコニャックの樽に入れられ、ヴィクトリーが曳航された先のジブラルタルにてワインを蒸留したスピリッツで満たされた棺に入れ替えられ、大事に鉛で密封されて本国まで運ばれた。これは、当時の遺体処理としては異例であり、当時の科学技術では遺体は直ぐに腐敗し、周囲に疫病を撒き散らす為に、すぐさま水葬（海に返す）するのが当然であり、常識であった。遺体を英国に持ち帰ろうとするのは、当時としては異例であり、軍医および兵士らの強いネルソンへの思いと努力が伺われる。

現在でもネルソンはイギリスの英雄として称えられ続けており、ロンドンのトラファルガー広場中心にはネルソン記念柱が据えられている。

## 影響
ナイルの海戦にあたって、「明日の今頃にはウェストミンスターに葬られるか、貴族となっているかだ」との言葉を残している。
この発言に象徴されるように、終生艦隊決戦に重きをおいた。この考え方は海尉時代のかなり早い時期からのものだったらしく、「自分が艦隊司令官だったら、敵艦をすべて沈めるか、自分の艦をすべて沈められるかどちらかだろう」との手記も残っている。
これは、相当数の艦艇を保有してさえいれば、それだけで敵対国への圧力となるとする当時の「現存艦隊主義」に反するものだったが、ネルソンが実戦での実績を重ねるうち、海軍のみならず英国民すべての認識となっていった。逆に、敵艦隊と交戦し、一定の戦果を得ながら、艦隊の保全を重視して追撃戦を行わなかった提督が軍法会議にかけられるような事例も生じた。ネルソン自身はそうした提督を擁護する立場を取った。
ジョゼフ・コンラッドは、ネルソンひとりのために海戦の意味や勝利の基準まで変わってしまったと評した。
「19世紀のイギリスに海軍などなく、ただ偉大なネルソンの亡霊のみがそこにいた」と、ネルソンの海上権制覇に安穏としすぎたことが、20世紀におけるイギリスの没落を招いたとする見方もある。

## 逸話
- 対ナポレオン戦争におけるイギリスのもう一人の英雄である初代ウェリントン公爵アーサー・ウェルズリーとは、一度だけまみえたことがある。ウェリントンによる回想では、植民省を訪れ大臣との面会を待っている時に控え室で出会ったのだが、ウェリントンは隻眼隻腕のネルソンをすぐに彼と気付いたものの、ネルソンはようやく陸軍少将に昇進したばかりのウェリントンをまったく知らず、当初、その会話はネルソンの一方的なものだったという。しかし、やがてネルソンもウェリントンの軍服などからそれなりの人物であると察したらしく、態度をあらためて対ナポレオン戦略などの自説を披露、その変わり身振りと説く所の正しさとで、ウェリントンは大いに驚かされたとしている。
- 極めて優しい人物で、兵士らの待遇改善や健康管理に気を配った人物との逸話が多く、兵士らも彼を慕ったとされる。
- 人妻エマ・ハミルトンとの不倫は現在においても有名である。夫・サー・ウィリアム・ダグラス・ハミルトンは妻の浮気を知りながらも、ネルソンは英国にとって必要な人材であるとしてそれを黙認し、ネルソンとの間にも友情を保っていたという。またネルソンはエマに走って以降も、自分の妻が経済的に困窮しないように、十分な経済援助を続けていたという。
- 1801年にエマは女児を出産している。ホレイシア(w:Horatia Nelson)と名付けられたこの娘は、ヴィクトリア女王の治世の1881年までの長寿を全うするが、終生自身がネルソンの子であることは否定し続けた。
- 死後、遺体保存のため、ラム酒の樽に漬けられたが、偉大なネルソンにあやかろうとした水兵たちが盗み飲みしてしまい、帰国の際に空っぽになっていたという。このためラム酒が「ネルソンの血」と呼ばれるようになったという逸話がある。この説は広く信じられており、複数の書籍や酒蔵[6]によって支持されているが、史実と異なる可能性が高い。ネルソンの旗艦「ヴィクトリー号」が保存されているポーツマス海軍工廠の国立博物館発行のパンフレットには、ラムではなくブランデーと記載されており、イギリス政府のNational Archivesのホームページにも当初はブランデーとの記載があるため、ブランデー説が有力といえる。博物館の現地解説員からは、コニャックを主体に、船医が綿密に計画して他液体を調合した、と説明されている。
- ネルソンはブーローニュ港攻撃作戦の時にフランス艦隊の抵抗に合い一度だけ失敗した。
- プリマスのアンフィビアス・ロッジNo407でフリーメイソンに加入した。ヨーク・ロッジNo236とも付き合いがあった。ネルソン卿の葬儀の際にはヨークのロッジから「我々は我らの国の勝利を祝賀するが、我らの兄弟の死を悼む」とのコメントが出された[7]

## 栄典

### 爵位
1798年10月に以下の爵位を新規に叙された。
- ナイルおよびノーフォーク州におけるバーナム・ソープの初代ネルソン男爵 (1st Baron Nelson, of the Nile, and of Burnham Thorpe in the County of Norfolk）
(勅許状によるグレートブリテン貴族爵位)

1799年7月に以下の爵位を新規に叙された。
- 初代ブロンテ公爵（イタリア語版） (1°Duca di Bronte)
(ナポリ王国・シチリア王国爵位)

1801年5月22日に以下の爵位を新規に叙された。
- ナイルおよびノーフォーク州におけるバーナム・ソープの初代ネルソン子爵 (1st Viscount Nelson, of the Nile, and of Burnham Thorpe in the County of Norfolk)
(勅許状による連合王国貴族爵位)

1801年8月18日に以下の爵位を新規に叙された。
- ナイルおよびノーフォーク州におけるヒルバラの初代ネルソン男爵 (1st Baron Nelson, of the Nile and of Hillborough in the County of Norfolk)
(勅許状による連合王国貴族爵位。自身の男系男子の他、父と姉妹への特別継承規定付）

### 勲章
- 1797年5月、バス騎士団(勲章)ナイト(KB)[11]

## ネルソンを題材にした作品

### 映画
- 『恋のネルスン』1921年ドイツ、監督：リヒャルト・オズワルド

ネルソン役：コンラート・ファイト
- 『情炎の美姫』 1929年アメリカ、監督：フランク・ロイド

レディー・ハミルトン役：コリンヌ・グリフィス、ネルソン役：ヴィクター・ヴァルコニ
- 『美女ありき』 1941年アメリカ/イギリス、監督：アレクサンダー・コルダ

ネルソン役：ローレンス・オリヴィエ、レディー・ハミルトン役：ヴィヴィアン・リー
ネルソンとレディー・ハミルトン、ハミルトン卿の三角関係を描いた作品。対独戦意高揚を狙ったプロパガンダの側面もあり、英国社交界から顰蹙を買った大胆な不倫の恋が、ここでは世を忍ぶ純愛として描かれている。

### 舞台
- 『TRAFALGAR－ネルソン、その愛と軌跡－』 2010年5 - 8月、宝塚歌劇団宙組、作・演出：齋藤吉正

ネルソン役：大空祐飛、レディー・ハミルトン役：野々すみ花

### 漫画
- 『トラファルガー』青池保子

物語はルドゥタブルのマストからヴィクトリー艦上のネルソン提督を狙う仏軍マスケッティア、ニジェール・マルソーとそれを阻止しようとする英海軍のユージン・ラドリック中佐が中心で、どちらかと言えばネルソンは脇役であるが、ネルソンと愛人エマ・ハミルトンとの関係も描かれている。

## 関連書籍
- ロバート・サウジー『ネルソン提督伝』 山本史郎 訳、原書房、2004年、ISBN 4562037806（上巻）、ISBN 4562037814（下巻）
- スーザン・ソンタグ『The Volcano Lover （邦題：火山に恋して）』 富山太佳夫 訳、みすず書房、2001年、ISBN 4-622-04528-1 C1097
- コリン・ホワイト『ネルソン提督大事典』山本史郎 訳、原書房、2005年、ISBN 4562039426